# Tschechische Nationalmannschaft bei der Internationalen Sechstagefahrt

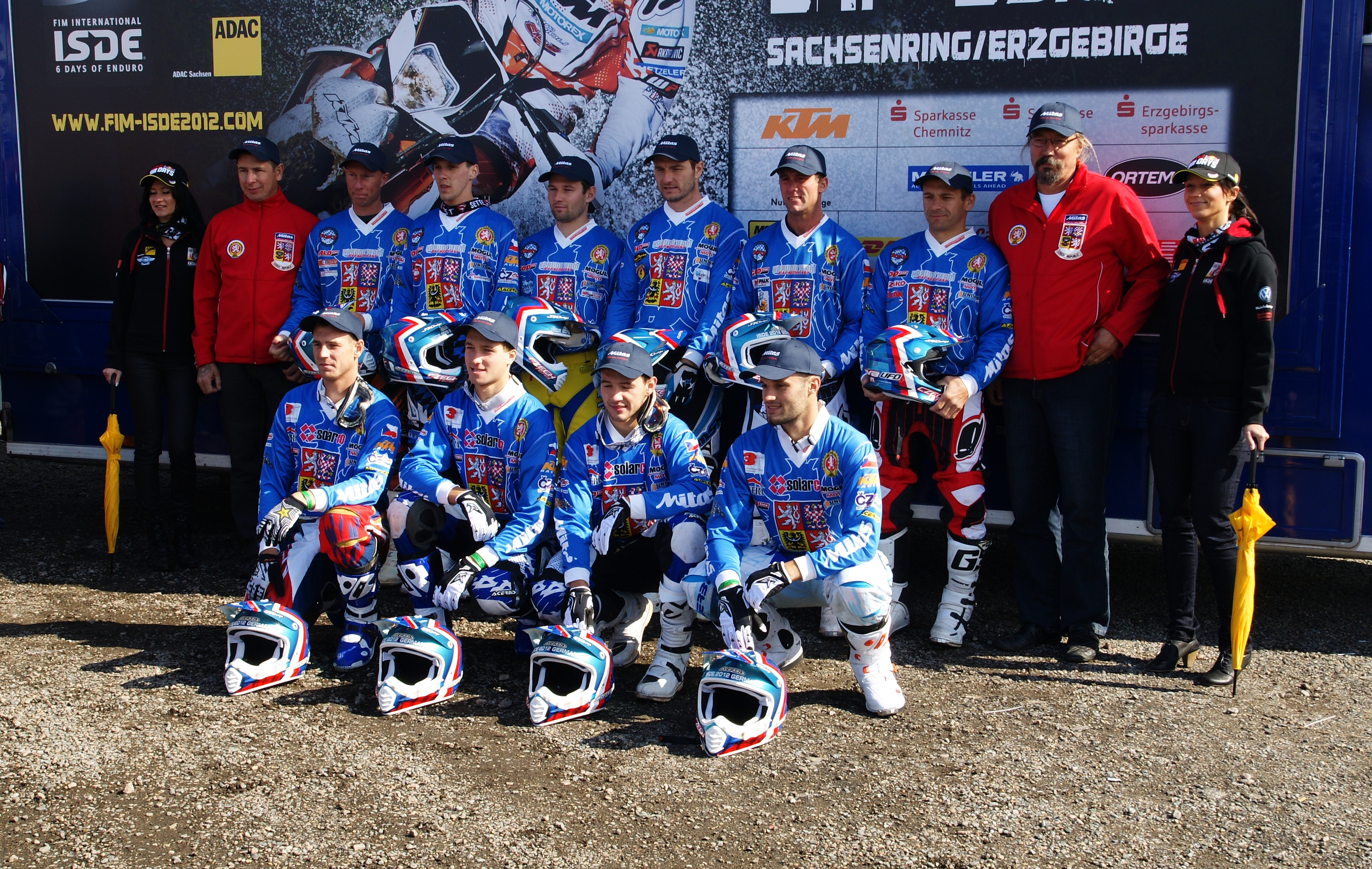
Die tschechischen Nationalmannschaften bei der 87. Internationalen Sechstagefahrt

Die tschechischen Nationalmannschaften bei der Internationalen Sechstagefahrt sind eine Auswahl von tschechischen Fahrern und Fahrerinnen (bislang war jedoch keine Frauennationalmannschaft am Start) für die Nationenwertungen dieses Wettbewerbes.
Entsprechend den Regelungen für die Sechstagefahrt werden Nationalmannschaften für die Wertung um die World Trophy, Junior World Trophy und die Women’s Trophy zugelassen. Der Umfang der Mannschaften und die Regularien für die Teilnahme änderten sich mehrmals im Laufe der Zeit.
Bislang beste Platzierungen waren jeweils zwei dritte Plätze in der Wertung um die World Trophy bzw. Junior World Trophy.
| Jahr | World Trophy | Junior World Trophy                                                                                                  | Women’s Trophy                          |
| ---- | --- | --- | --------------------------------------- |
| 1994 | 3. Lubomir Vojkuvka (TM 125) Libor Podmol (KTM 125) Frantisek Hrobsky (Suzuki 175) Zdenek Gottvald (Suzuki 175) Vaclav Fojtik (KTM 350 4 T) Martin Macek (KTM 1300 4T)                | 10. Martin Gottvald (Suzuki 125) Richard Cila (TM 125) Karel Scheder (KTM 175) Martin Havelka (KTM 1300 4T)          | keine Durchführung einer Women’s-Trophy |
| 1995 | 8. Richard Cila (Husqvarna 125) Zdenek Gottvald (Suzuki 125) Frantisek Hrobsky (Suzuki 175) Vaclav Fojtik (Husqvarna 175) Karol Scheder (Husqvarna 175) Martin Macek (Husqvarna 500)  | 4. Roman Michalík (TM 125) Marek Nespor (Suzuki 125) Martin Gottvald (Suzuki 175) Milan Pribyl (Husqvarna 175)       | keine Durchführung einer Women’s-Trophy |
| 1996 | 4. Roman Michalík (TM 125) Lubomir Vojkuvka (TM 125) Karol Scheder (KTM 175) Otokar Kotrba (Husqvarna 400) Bohumil Posledni (KTM 500) Martin Kremel (Husaberg 500)                    | 5. Marek Nespor (KTM 125) Martin Stastny (Husqvarna 125) Martin Gottvald (Suzuki 125) Jan Svitak (KTM 175)           | keine Durchführung einer Women’s-Trophy |
| 1997 | 9. Zdenek Gottvald (Suzuki 125) Roman Michalík (TM 125) Frantisek Hrobsky (Suzuki 175) Karol Scheder (Husaberg 400 4T) Martin Macek (Husaberg +500 4T) Bohumil Posledni (KTM +500 4T) | 9. Martin Malat (Husqvarna 125) Martin Gottvald (Suzuki 175) Stepan Pavelka (Husqvarna +500 4T) Jan Svitak (KTM 175) | keine Durchführung einer Women’s-Trophy |
| 1998 | 7. Martin Kremel Bohumil Posledni Zdenek Gottvald Roman Michalík Martin Macek Karol Scheder                                                                                           | 7. Martin Malat Milan Baros Martin Stodulka Subousta                                                                 | keine Durchführung einer Women’s-Trophy |
| 1999 | 10. Zdenek Gottvald (Husqvarna 125) Roman Michalík (TM 125) Lubomir Vojkuvka (Husaberg 250) Martin Macek (Yamaha 400) Otokar Kotrba (Yamaha 400) Bohumil Posledni (KTM 500)           | 3. Martin Malat (KTM 125) Michal Rudolf (KTM 125) Milan Baros (TM 250) Jan Holada (Husaberg 250)                     | keine Durchführung einer Women’s-Trophy |
| 2000 | 6. Zdenek Gottvald (Husqvarna 125) Milan Baros (TM 250) Martin Macek (Yamaha 400) Martin Gottvald (Husqvarna 400) Roman Michalík (TM 400) Bohumil Posledni (Husaberg 500)             | 4. Petr Kotrla (TM 125) Martin Malat (Husqvarna 125) Vit Kuklik (Husaberg 250) Michal Rudolf (KTM 500)               | keine Durchführung einer Women’s-Trophy |
| 2001 | 5. Zdenek Gottvald (Husqvarna 125) Martin Malat (Husqvarna 125) Roman Michalík (TM 125) Milan Baros (KTM 250) Martin Gottvald (KTM 400) Martin Macek (Yamaha 400)                     | 8. Vit Kuklik (KTM 125) Martin Stodulka (KTM 250) Martin Sasek (KTM 400) Michal Rudolf (KTM 500)                     | keine Durchführung einer Women’s-Trophy |
| 2002 | 13. Petr Kotrla (TM 125) Martin Gottvald (Husqvarna 250) Martin Macek (Yamaha 250) Roman Michalík (KTM 400) Milan Baros (KTM 250) Martin Kremel (Husaberg 500)                        | 5. Michal Rudolf (KTM 125) Vit Kuklik (KTM 125) Jan Holada (KTM 250) Martin Stodulka (KTM 250)                       | keine Durchführung einer Women’s-Trophy |
| 2003 | 8. Karol Scheder (Husaberg 450) Bohumil Posledni (KTM 500) Zdenek Gottvald (Husqvarna 125) Roman Michalík (VOR 400) Martin Macek (Yamaha 450) Martin Gottvald (Husqvarna 125)         | 12. Milan Baros (KTM 400) Martin Stodulka (Husaberg 400) Michal Rudolf (KTM 250) Vit Kuklik (KTM 250)                | keine Durchführung einer Women’s-Trophy |
| 2004 | 7. Ivan Jakes (KTM) Bohumil Posledni (KTM) Vik Kuklik (KTM) Pavel Melichar (KTM) David Cadek (KTM) Karel Scheder (Husaberg)                                                           | 9. Tomas Cisar (KTM) Lukas Kroupa (KTM) Jiri Mejsner (KTM) Robert Sip (KTM)                                          | keine Durchführung einer Women’s-Trophy |
| 2005 | 7. Roman Michalík (TM) Radek Toman (KTM) Vit Kuklik (KTM) Michal Rudolf (KTM) Karol Scheder (Husaberg) Bohumil Posledni (KTM)                                                         | 6. Lukas Sedlacek (KTM) Tomas Cisar (KTM) Robert Sip (KTM) Jakub Horak (KTM)                                         | keine Durchführung einer Women’s-Trophy |
| 2006 | keine Teilnahme | keine Teilnahme | keine Durchführung einer Women’s-Trophy |
| 2007 | 10. Zdenek Gottvald (Husqvarna 250) Jan Zaremba (KTM 450) Vit Kuklik Michal Kadlecek (KTM 450) David Cadek (KTM 530) Tomas Dokoupil (Beta 450)                                        | 7. Martin Kuklik (KTM 450) Jakub Horak (KTM 250) Milan Engel (KTM 250) Tomas Loukota (KTM 250)                       | keine Teilnahme                         |
| 2008 | 11. Martin Gottvald (Husqvarna) Tomas Loukota (KTM) Jakub Horak (KTM) Michal Rudolf (Husaberg) Michal Kadlecek (Husaberg) Radek Toman (KTM)                                           | 11. Milan Engel (KTM) Lukas Sedlacek (KTM) Petr Husek (Sherco) Marek Borak (GasGas)                                  | keine Teilnahme                         |
| 2009 | keine Teilnahme | 8. Martin Kuklik (KTM) Milan Engel (KTM) Jakub Horak (KTM) Jiri Bittner (KTM)                                        | keine Teilnahme                         |
| 2010 | keine Teilnahme | keine Teilnahme | keine Teilnahme                         |
| 2011 | keine Teilnahme | 8. Patrik Markvart (KTM) Milan Engel (KTM) Jakub Sefr (KTM) Mil Radovan (KTM)                                        | keine Teilnahme                         |
| 2012 | 11. David Cadek (KTM) Robert Sip (KTM) Martin Zereva (KTM) Jakub Horák (KTM) Michal Kadlecek (KTM) Radek Toman (KTM)                                                                  | 6. Ondrej Helmich (KTM) Patrik Markvart (KTM) Milan Engel (KTM) Jakub Sefr (KTM)                                     | keine Teilnahme                         |
| 2013 | keine Teilnahme | 8. Ondrej Helmich (KTM) Patrik Markvart (KTM) Milan Engel (KTM) Jan Balas (KTM)                                      | keine Teilnahme                         |
| 2014 | keine Teilnahme | keine Teilnahme | keine Teilnahme                         |
| 2015 | 5. Jiri Hadek (KTM) Ondrej Helmich (KTM) Michal Kadlecek (Beta) Patrik Markvart (KTM) Jaromir Romancik (KTM) Radek Toman (KTM)                                                        | 8. Jakub Hrones (KTM) Lukas Kucera (KTM) Martin Kulhanek (Husqvarna) Adolf Zivny (KTM)                               | keine Teilnahme                         |
| 2016 | 3. Ondrej Helmich (KTM) Patrik Markvart (KTM) Jaromir Romancik (KTM) Jiri Hadek (KTM)                                                                                                 | 18. Adolf Zivny (KTM) Robert Friedrich (KTM) Martin Kulhanek (KTM)                                                   | keine Teilnahme                         |
| 2017 | 13. Jakub Sefr (KTM) Patrik Markvart (KTM) Milan Engel (KTM) Patric Liska (KTM) | 8. Robert Friedrich (KTM) Adolf Zivny (KTM) Jiri Hadek (KTM)                                                         | keine Teilnahme                         |
| 2018 | 7. Patrik Markvardt (KTM) Kryštof Kouble (KTM) Jiri Hadek (KTM) Jaromir Romancik (KTM)                                                                                                | keine Teilnahme | keine Teilnahme                         |
| 2019 | keine Teilnahme | keine Teilnahme | keine Teilnahme                         |
| 2021 | 4. Kryštof Kouble (Sherco) Jaromir Romancik (Sherco) Jiri Hadek (Sherco) Adolf Zivny (Sherco)                                                                                         | 5. Matěj Škuta (Beta) Matyáš Chlum (Husqvarna) Robert Friedrich (GasGas)                                             | keine Teilnahme                         |
| 2022 | keine Teilnahme | 6. Zdeněk Pitel (Husqvarna) Matěj Škuta (Beta) Jaroslav Kalný (Sherco)                                               | keine Teilnahme                         |
| 2023 | keine Teilnahme | 5. Zdeněk Pitel (Husqvarna) Jaroslav Kalný (Sherco) Robert Friedrich (GasGas)                                        | keine Teilnahme                         |
| 2024 | 5. Jaroslav Kalný (Sherco 300 2T) Kryštof Kouble (Husqvarna 450 4T) Matěj Škuta (Beta 350 4T) Jaromir Romancik (Husqvarna 450 4T)                                                     | keine Teilnahme | keine Teilnahme                         |